# هجوم مسجد مركز النور الإسلامي 2019
وقع هجوم مسجد مركز النور الإسلامي في 10 أغسطس 2019 في باروم بالنرويج، على بعد حوالي 20 كم غرب العاصمة أوسلو. أُصيب شخص واحد، وعُثر على جثة أخت الرجل المسلح ميتة في منزله.
تم اعتبار الهجوم على أنه بدافع سيادة البيض وكراهية الإسلام.

## التفاصيل
المسلّح اسمه فيليب مانهاوس، كان يرتدي زيًا وخوذة عندما دخل المسجد، بدأ يُطلق النار على الباب المغلق. وقد كان يحمل بندقيتين ومسدس. كان المُصلّون قد فرغوا من صلاتهم، وبقي ثلاثة شيوخ فقط في المسجد، فاقتحم المُسلّح المسجد وبدأ إطلاق النار على المصلين.
تمكن مسلم باكستاني يبلغ من العمر 65 عاما من إحباط الهجوم، بعد أن تصدى بنجاح للمسلح. وقال الضابط الباكستاني السابق محمد رفيق إنه طرح المسلح أرضا بعد أن دخل المسجد، قبل أن يهرع رجلان آخران كانا داخل المسجد لمساعدته في تحييد حركة المسلح. وتم استدعاء الشرطة في الساعة 16:07 بالتوقيت المحلي.